# JR四国1000形気動車
1000形気動車（1000がたきどうしゃ）は、四国旅客鉄道（JR四国）が1990年から製造した一般形気動車である。
1500形気動車との併結対応改造車である1200形気動車（1200がたきどうしゃ）についても本稿にて記述する。

## 概要
JR四国域内の徳島・高知地区を主とする非電化区間の地域輸送改善用として設計された車両で、1990年（平成2年）から1997年（平成9年）までに56両（1001 - 1056）が新潟鐵工所で製造された。
電化区間の存在しない上記2地区で使用してきた国鉄承継車両の老朽化による取替と運転時分短縮とを目的として計画され、冷房設置などの接客設備改善、大出力機関搭載による動力性能向上を企図した。通勤通学輸送に対応した車体中央の両開き扉・ワンマン運転用の諸設備など、広汎な運用に対応する仕様を有する。
運用開始当初より、徳島・高知地区で地域輸送に使用されている。2006年（平成18年）に後続形式の1500形気動車の運用開始に伴い、一部の車両に併結対応改造が施工され、1200形に形式を変更している。

## 仕様・構造

### 車体
全長21 m 級のステンレス製構体で、車体両端に運転台を設け、1両での運用が可能である。
客用扉は片側3か所に設ける。両端部は850 mm幅の片開き扉、中央部は1300 mm幅の両開き扉である。ラッシュ時運用と閑散時のワンマン運用とを両立させるための扉配置で、ワンマン運転時には中央扉を締切扱いとする。
客室窓は上下2段式で、両開き扉の戸袋部と片開き扉の戸袋隣接部に固定窓を設ける。
乗降口は床面高さを1180 mmまで下げ、ステップを廃止した平床構造とされた。乗降の円滑化・利便性に配慮した仕様であるが、使用線区では駅ホームと乗降口の高さが法令規定値に適合しないため、駅ホーム高さを920 mmまで嵩上げして法令適状としている。ホーム嵩上未施工区間（予讃線伊予市駅以西など）では営業運転ができない。嵩上後のホーム高さは従来のステップ装備車に合わせられ、本形式の乗降口との段差は残存する。
冷房装置は屋根上に集中式のAU26形を2基設置する。冷房駆動は専用機関（42PS）を1基搭載し、かつ、走行用機関を併用する方式である。

### 機器類
駆動機関はコマツ製の直列6気筒ディーゼル機関（SA6D125-H）を用いる。これは2000系気動車に使用した機関と同系のもので、過給機・燃料噴射系の仕様を変更し、400 PS/2100 rpmの定格出力を有する。液体変速機は逆転機を内蔵した DW14改 で、本形式での仕様は変速1段・直結2段の自動切換方式である。これら駆動系の一新と車体の軽量化により、最高速度は110km/h、勾配均衡速度は52 km/h（25 ‰）に向上した。

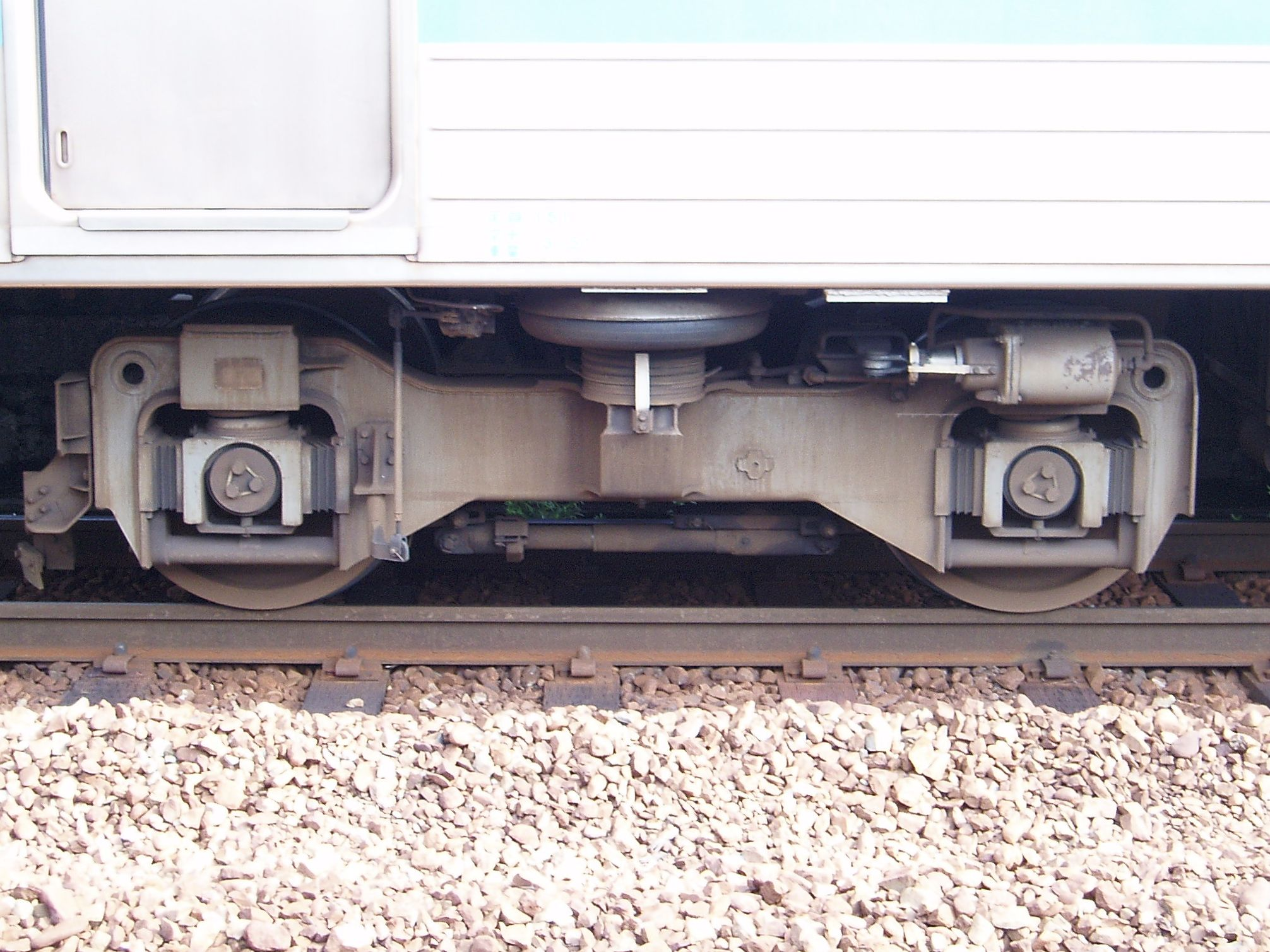
S-TR57形台車
（2008年6月）

台車は枕バネに空気バネを用いたボルスタレス台車 S-DT57形（動力台車）・S-TR57形（付随台車）で、コイルバネの軸バネと軸箱前後に設けた緩衝ゴムとで軸箱を支持する。動力台車は2軸とも駆動軸としている。
ブレーキ装置は応答速度や信頼性向上を企図し、電気指令式空気ブレーキを搭載する。従来型の自動空気ブレーキを装備するキハ58系やキハ40系などとの混結は考慮されず、非常時の救援には主要駅備付（車両には非搭載）のD救援ブレーキ装置を用いる仕様である。下り勾配の抑速用として、機関ブレーキ・排気ブレーキを併設する。

### 車内設備

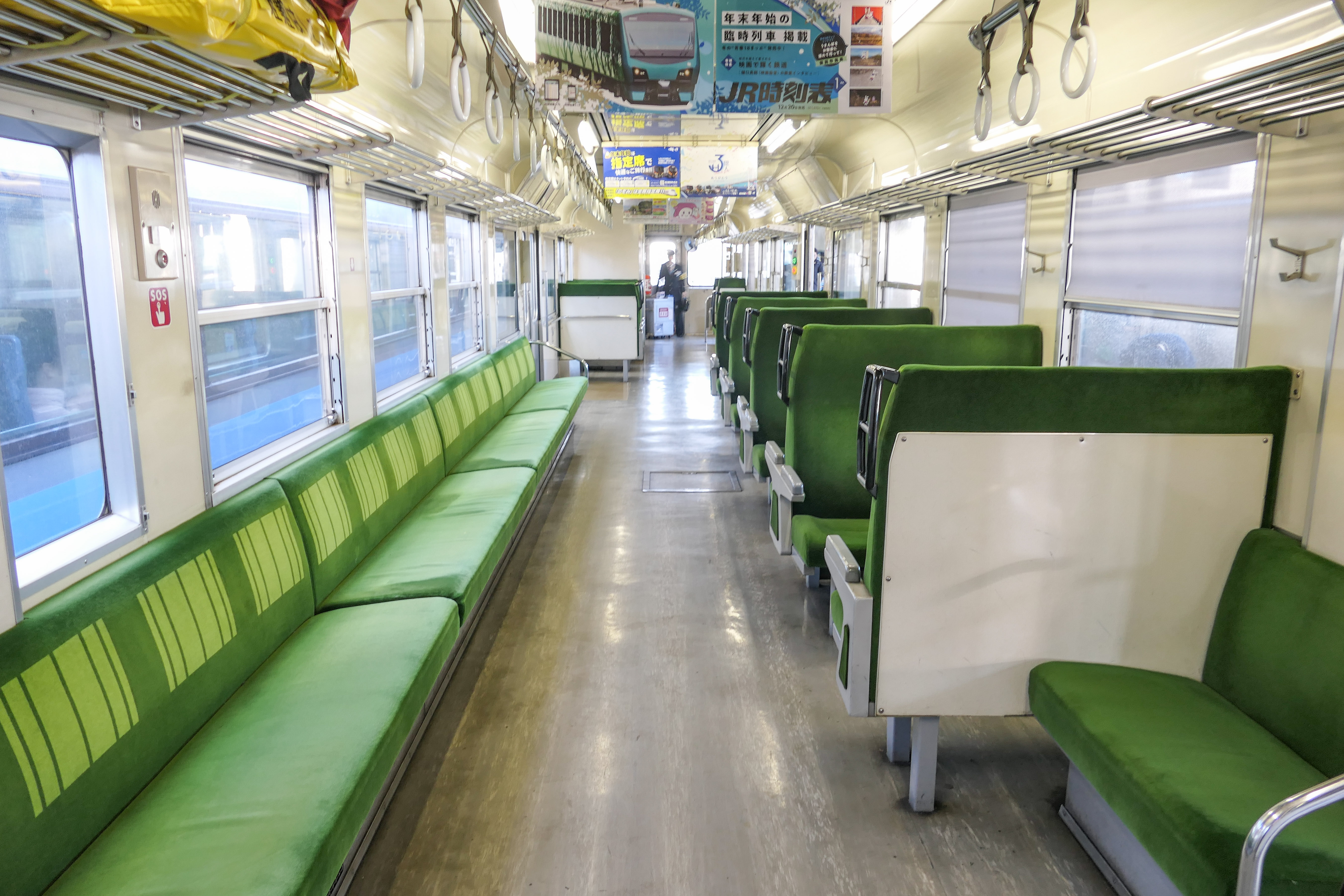
車内

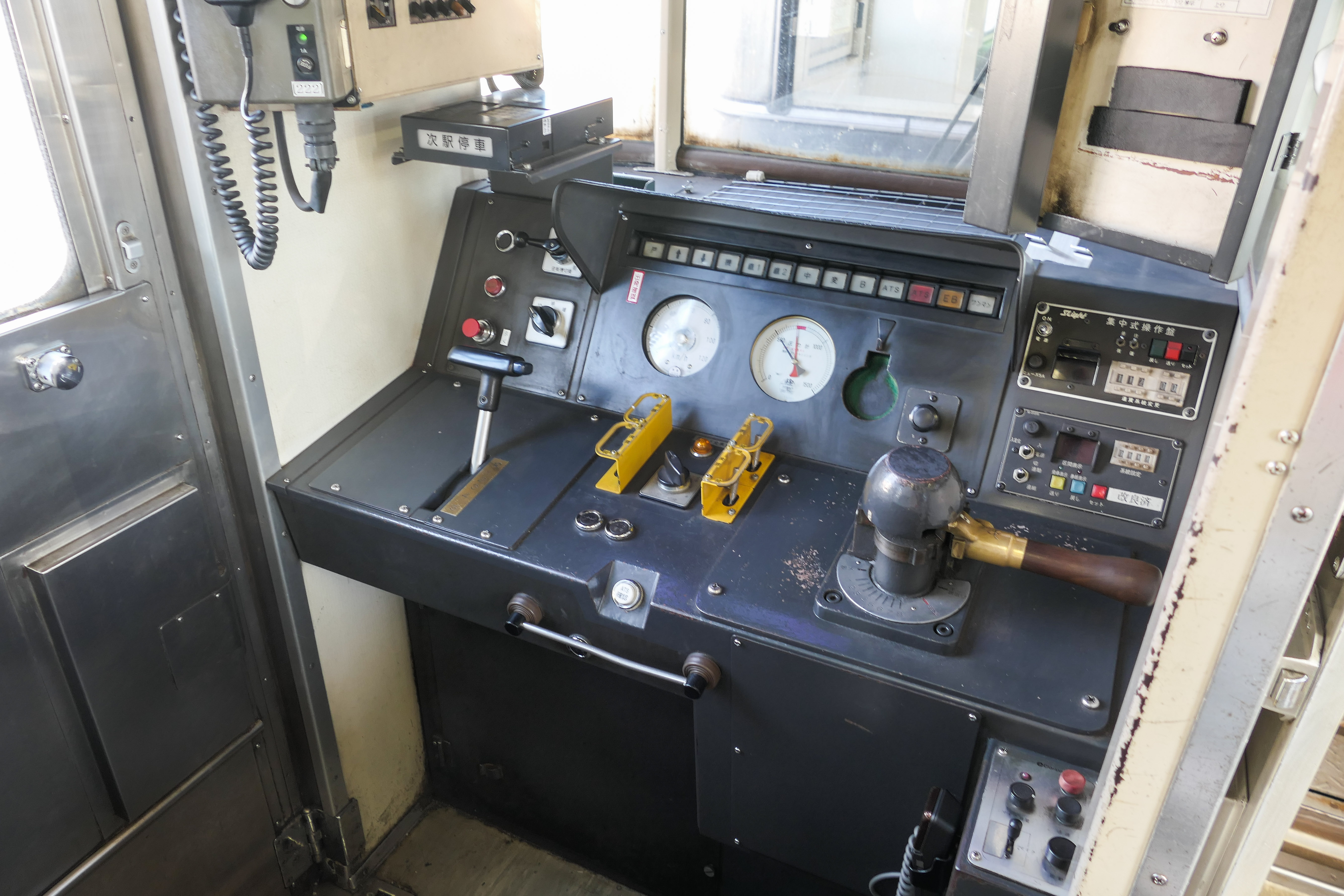
運転台

座席は都市近郊でのラッシュ時輸送と郊外の路線での運用を考慮し、クロスシートとロングシートを点対称に配置する。車内中央向かって左側がクロスシート、右側がロングシートの配置である。灰皿は当初から設置しない。
ワンマン運転に対応するため、運賃箱・運賃表示器・整理券発行器が搭載されている。ワンマン運転時は後乗り前降りで運用される。

### その他

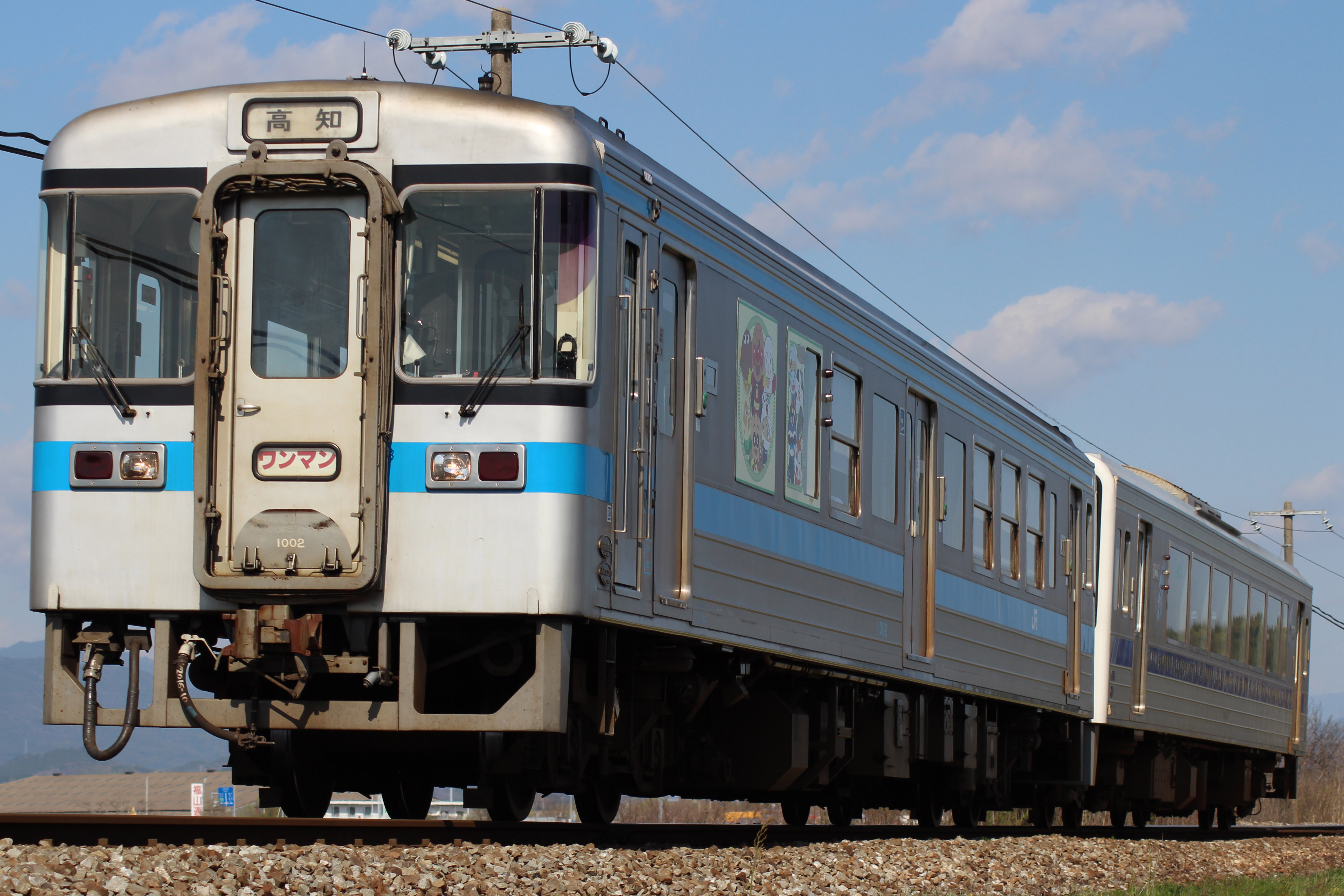
土佐くろしお鉄道9640形と併結して走行する1000形
（2014年3月）

土佐くろしお鉄道ごめん・なはり線用の9640形が本形式と併結が可能な仕様で製造され、同線との直通運用にも用いられる。

## 製造時期別詳説
1次車
1990年（平成2年）に28両（1001 - 1028）が製造され、徳島運転所に配置された。
2次車
1992年（平成4年）に20両（1029 - 1048）が製造された。
徳島地区・高知地区の輸送改善用として製造された車両で、1029 - 1032が徳島運転所に、1033 - 1048が高知運転所に配置された。高知地区では土讃線のワンマン運転区間拡大に充てられた。
燃料切れ防止策として、運転室に燃料警告灯・点検スイッチを追設したほか、腰掛配置の変更や、運転室侵入防止設備が設置された。
3次車
1995年（平成7年）に2両（1049・1050）が製造され、徳島運転所に配置された。
徳島地区輸送改善用として製作された車両で、2008年（平成20年）に2両とも1200形（1249・1250）に改造された。
4次車
1997年（平成9年）に6両（1051 - 1056）が製造され、徳島運転所に配置された。
車掌スペース用の仕切の設置や、前面窓下のライトケーシングの固定位置変更、無線アンテナのカバー取付がなされた。
2006年（平成18年）に1両（1056）が1200形（1256）に先行改造され、2008年（平成20年）に残存5両も1200形に改造（1251 - 1255）された。

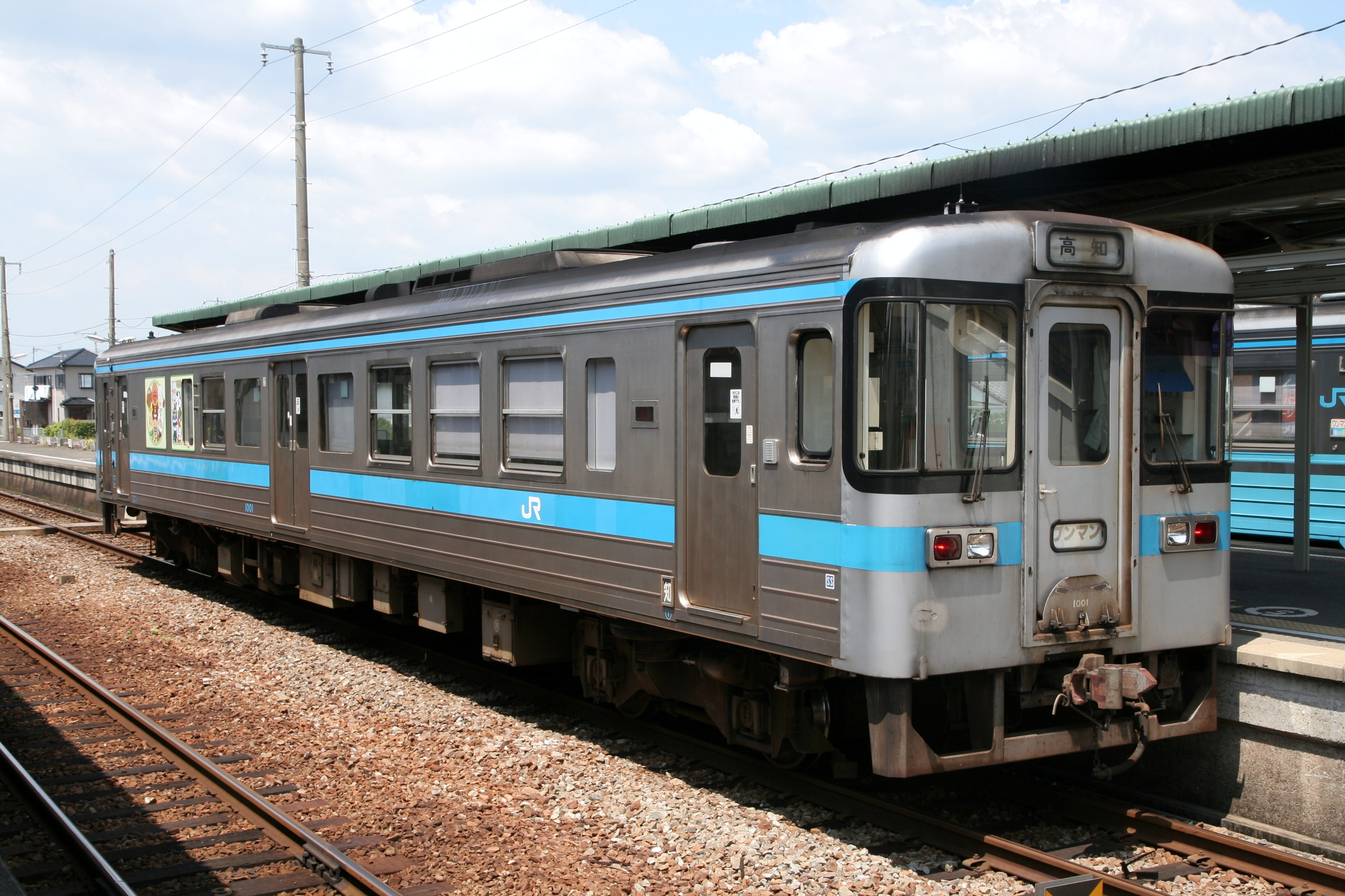
1000形1次車1001 （2008年7月 土佐山田駅）
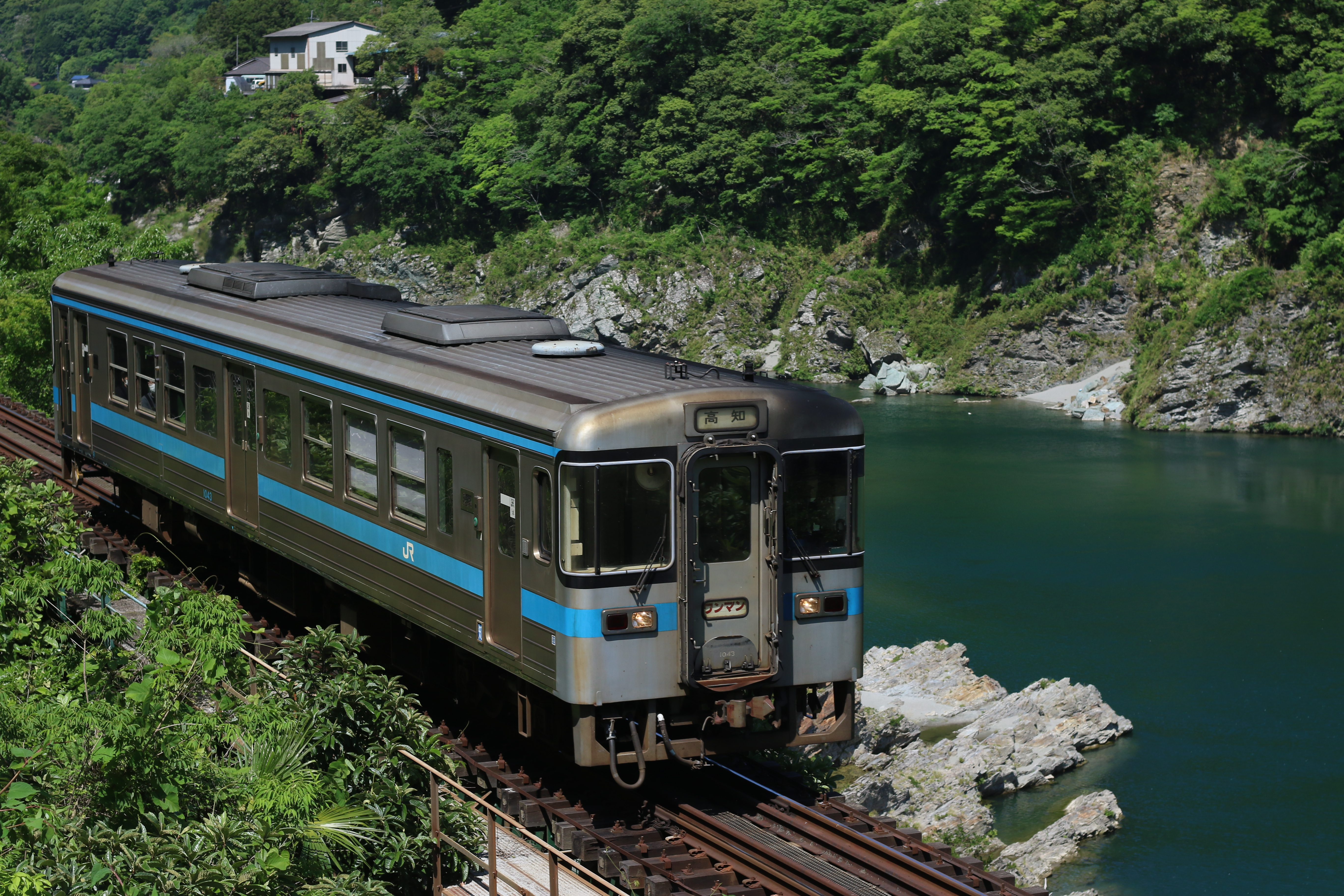
1000形2次車1043 （2020年5月 三縄駅 - 祖谷口駅間）
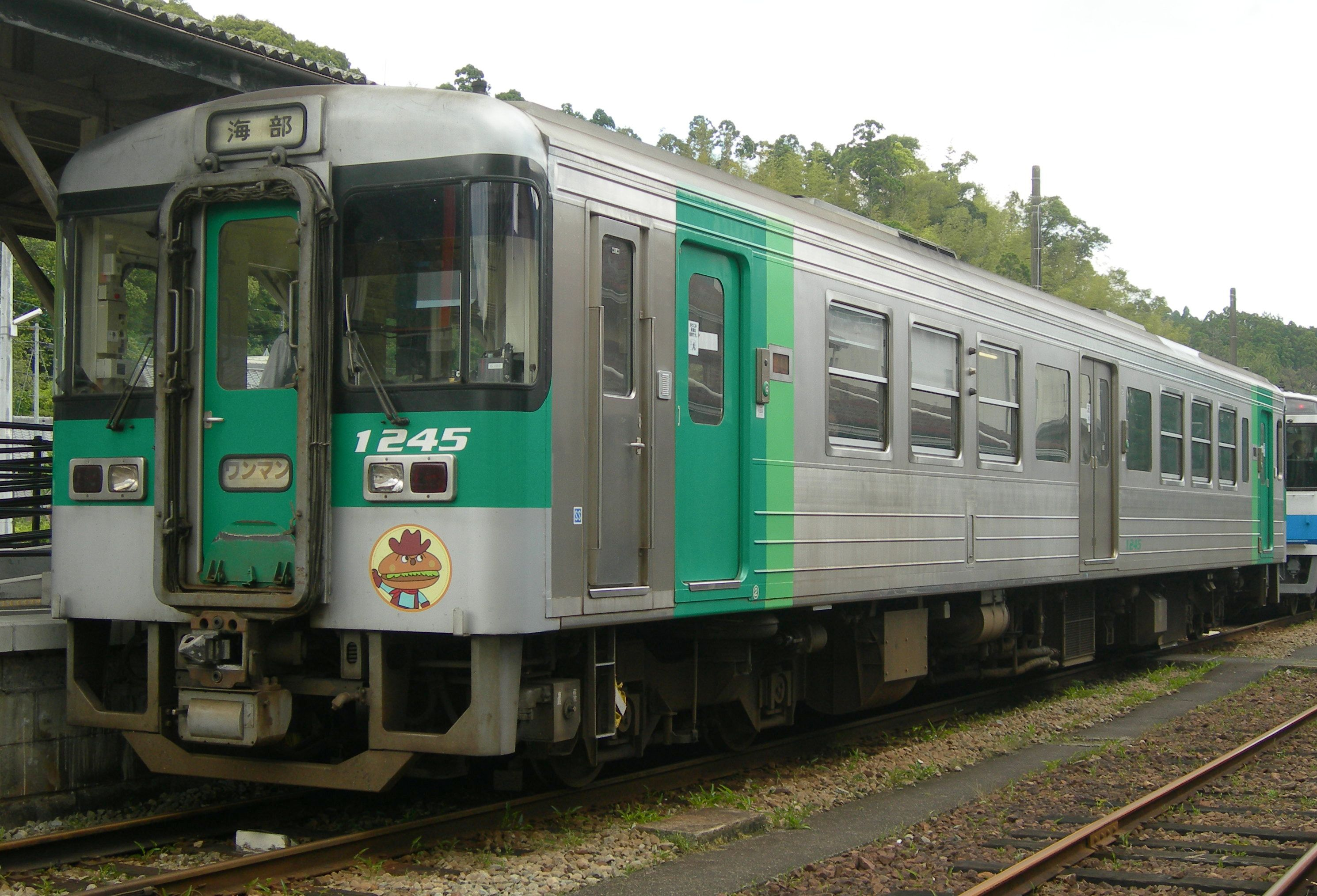
1200形2次車1245 （2010年5月 牟岐駅）
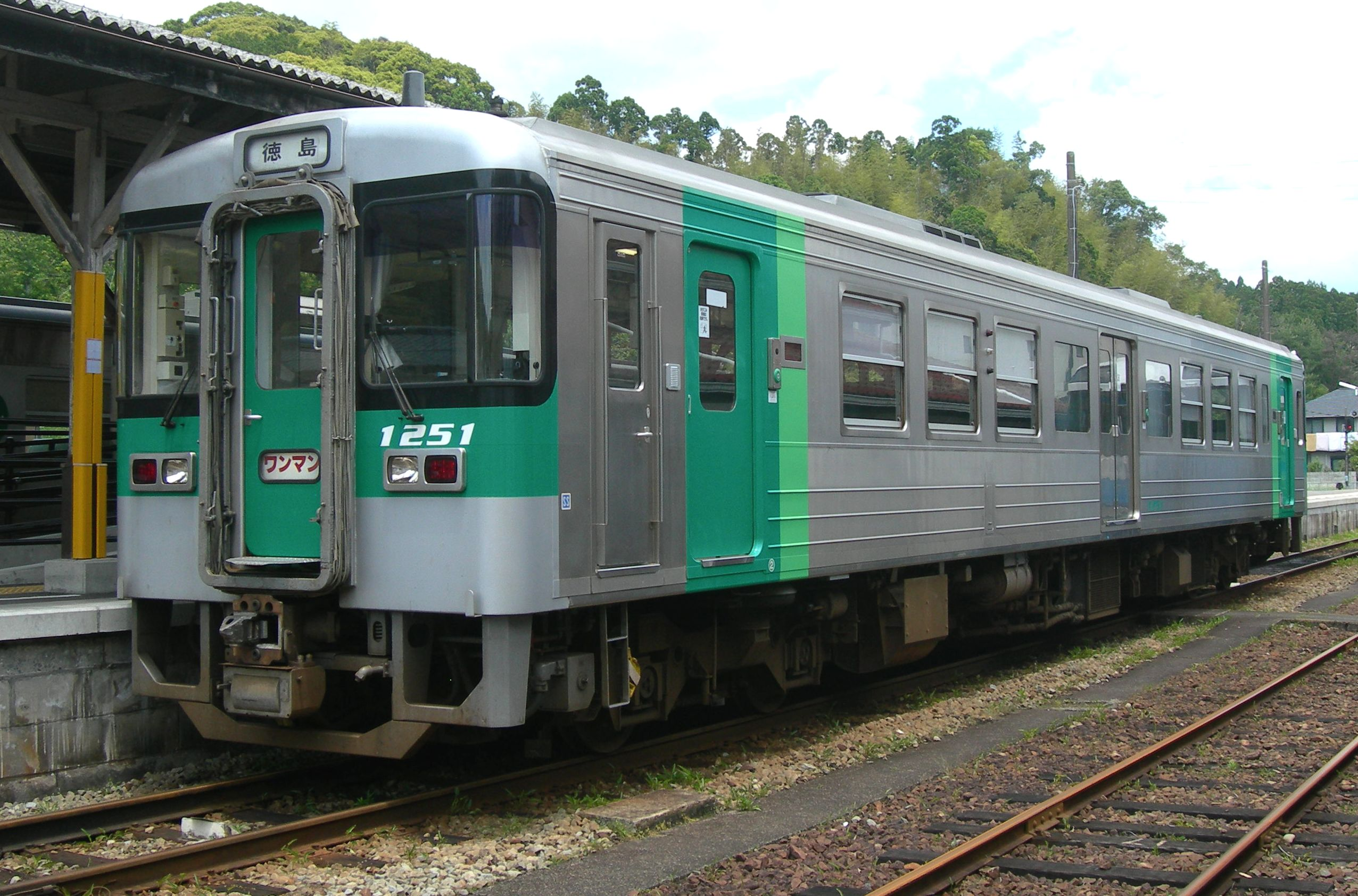
1200形4次車1251 （2010年5月 牟岐駅）

## 改造

### トイレ追加
落成時点ではトイレは設置しなかったが、2001年（平成13年）より1000形19両（1001 - 1011・1034・1037 - 1043）と1200形全車を対象にバリアフリー対応の洋式トイレが設置された。最終的に、1000形のうち対象外であった車両も含めて全ての車両に、徳島・高知側の運転台の後部のクロスシート1区画を撤去してトイレを設置した。なお、トイレから出た乗客が他の乗客と目線が合うのを極力避けるために、トイレの反対側にあるロングシートのうち、1001・1002を除き、トイレの出入口に該当する部分のみ一人掛けクロスシートに変更している。
半自動扉の利便性改善のため、客用扉をボタン開閉式とする改造が2007年（平成19年）度から実施されている。徳島運転所所属車は全車2007年（平成19年）度に施工され、2008年（平成20年）度には高知運転所所属車の全車に施工された。

### 1500形気動車併結対応（1200形）

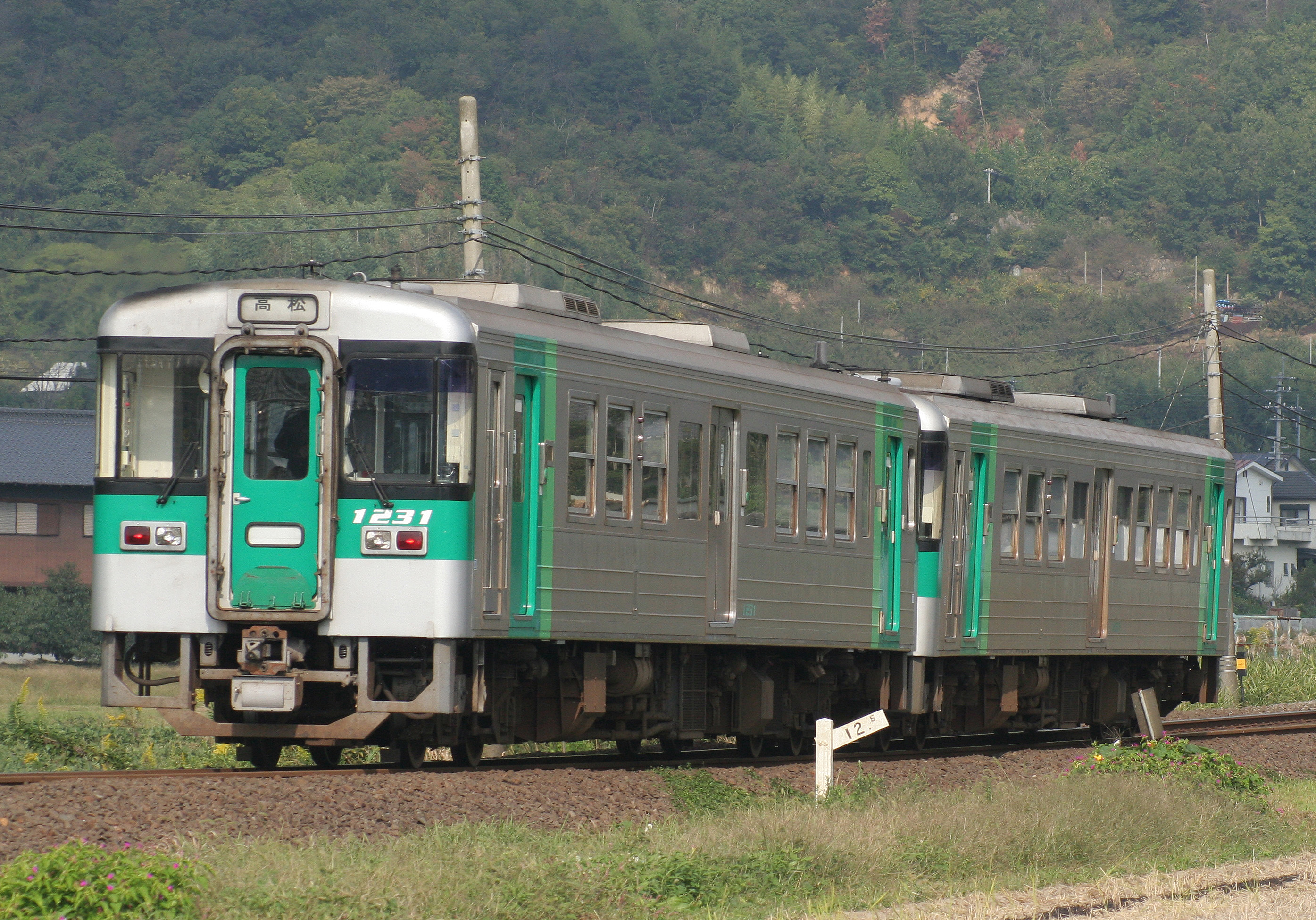
1000形に連結器の交換やトイレの設置等の改造を施した1200形
（2008年10月 オレンジタウン駅 - 造田駅間

本形式の後続として地域輸送用に製造された1500形気動車との併結運用に対応させる改造である。改造後は車両番号を「原番+200」の付番基準で変更し、1200形に形式変更された。
- 連結器を電気連結器併設の密着連結器に交換し、客用扉は「半自動扱い」の開閉をボタン式に変更し、扉の隣接部に開閉ボタンを設ける。
- 車体の配色は濃淡グリーンを基調とした、1500形と同一の意匠に変更された。駆動系の仕様変更はない。

2006年（平成18年）に徳島運転所配置の1両（1256）に対して改造が施工され、2008年（平成20年）には1500形の新製にあわせて同所配置の17両に追加改造が施工された。施工対象は全て2次車以降（1029 - ）である。
2006年（平成18年）度改造車は、当初は前面窓周囲・黒色塗装境界部など正面の配色が異なっていたが、後に他の1200形と同様の配色に合わせられた。
2023年（令和5年）に、1200形1両に対してリニューアル工事を行うことが発表され、2024年（令和6年）からリニューアル工事が施工された車両が登場している。

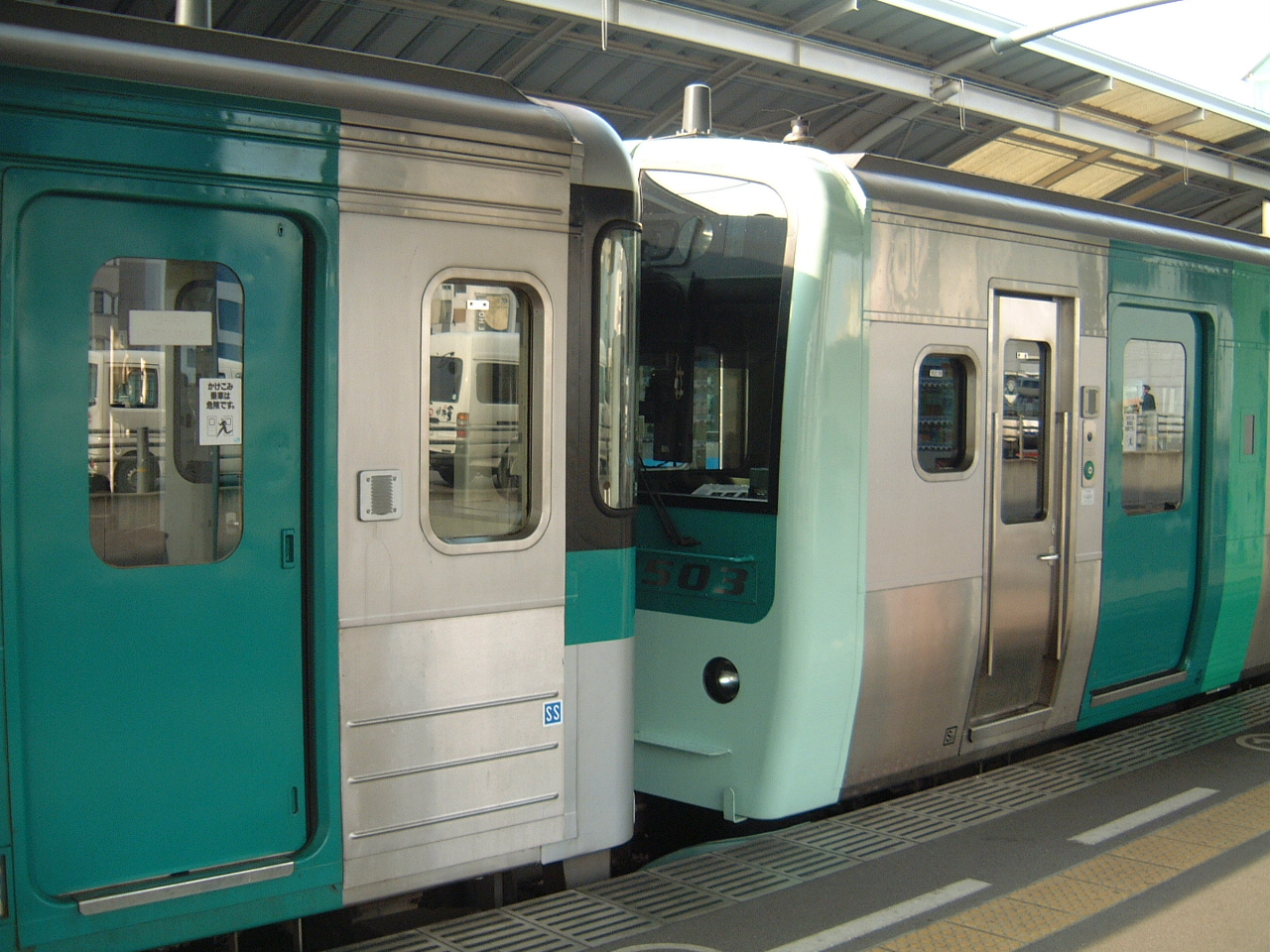
1200形と1500形の併結の様子 （2007年5月）
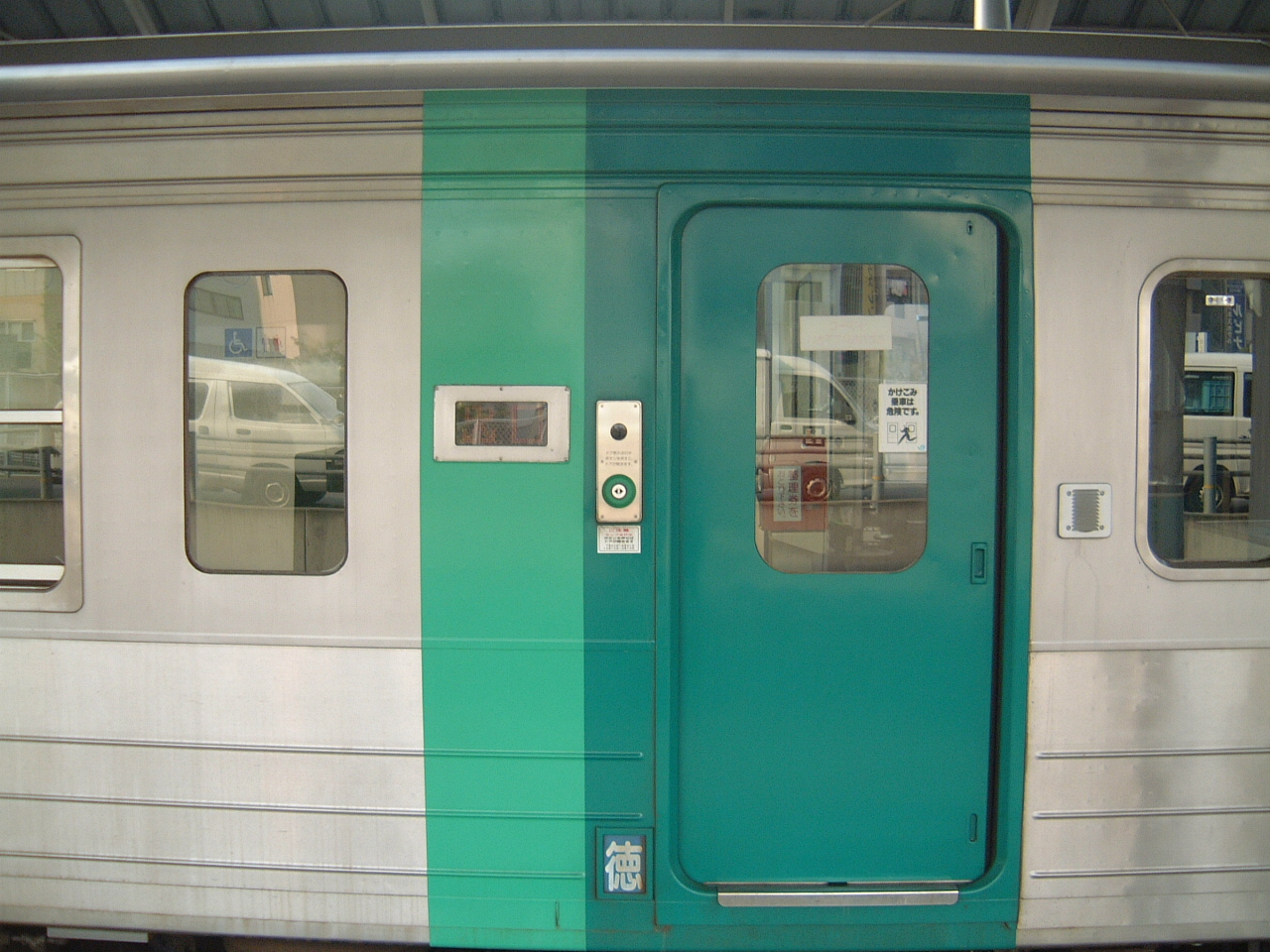
1200形での改造部分 （2007年5月）

## 車歴表
凡例
- 新潟：新潟鐵工所（現：新潟トランシス）
- 多度津：四国旅客鉄道多度津工場

| 車両形式 | 製造区分 | 車両番号 | 種車 | 製造   | 落成 （配置）       | 転属 （配置）                                            | 除籍 （配置） | 備考                 |
| -------- | -------- | -------- | ---- | ------ | ------------------- | -------------------------------------------------------- | ------------- | -------------------- |
| 1000形   | 1次車    | 1001     |      | 新潟   | 1990/01/12 （徳島） | 2007/12 （高知）                                         |               |                      |
| 1000形   | 1次車    | 1002     |      | 新潟   | 1990/01/12 （徳島） | 2007/12 （高知） 2021/03/13 （徳島） 2023/03/18 （高知） |               |                      |
| 1000形   | 1次車    | 1003     |      | 新潟   | 1990/01/12 （徳島） |                                                          |               |                      |
| 1000形   | 1次車    | 1004     |      | 新潟   | 1990/01/12 （徳島） |                                                          |               |                      |
| 1000形   | 1次車    | 1005     |      | 新潟   | 1990/01/12 （徳島） |                                                          |               |                      |
| 1000形   | 1次車    | 1006     |      | 新潟   | 1990/01/12 （徳島） |                                                          |               |                      |
| 1000形   | 1次車    | 1007     |      | 新潟   | 1990/01/12 （徳島） |                                                          |               |                      |
| 1000形   | 1次車    | 1008     |      | 新潟   | 1990/01/12 （徳島） | 2016/03/26 （高知） 2018/03/17 （徳島）                  |               |                      |
| 1000形   | 1次車    | 1009     |      | 新潟   | 1990/01/12 （徳島） | 2016/03/26 （高知） 2019/03/16 （徳島）                  |               |                      |
| 1000形   | 1次車    | 1010     |      | 新潟   | 1990/03/09 （徳島） | 2012/03/17 （高知）                                      |               |                      |
| 1000形   | 1次車    | 1011     |      | 新潟   | 1990/03/09 （徳島） | 2012/03/17 （高知）                                      |               |                      |
| 1000形   | 1次車    | 1012     |      | 新潟   | 1990/03/09 （徳島） | 2008/10 （高知）                                         |               |                      |
| 1000形   | 1次車    | 1013     |      | 新潟   | 1990/03/09 （徳島） | 2008/10 （高知）                                         |               |                      |
| 1000形   | 1次車    | 1014     |      | 新潟   | 1990/03/09 （徳島） | 2008/10 （高知）                                         |               |                      |
| 1000形   | 1次車    | 1015     |      | 新潟   | 1990/03/09 （徳島） | 2008/10 （高知）                                         |               |                      |
| 1000形   | 1次車    | 1016     |      | 新潟   | 1990/03/09 （徳島） | 2008/10 （高知）                                         |               |                      |
| 1000形   | 1次車    | 1017     |      | 新潟   | 1990/03/09 （徳島） | 2006/09 （高知）                                         |               |                      |
| 1000形   | 1次車    | 1018     |      | 新潟   | 1990/03/09 （徳島） | 2006/09 （高知）                                         |               |                      |
| 1000形   | 1次車    | 1019     |      | 新潟   | 1990/03/09 （徳島） | 2006/09 （高知）                                         |               |                      |
| 1000形   | 1次車    | 1020     |      | 新潟   | 1990/03/09 （徳島） | 2006/09 （高知）                                         |               |                      |
| 1000形   | 1次車    | 1021     |      | 新潟   | 1990/03/09 （徳島） | 2006/06 （高知）                                         |               |                      |
| 1000形   | 1次車    | 1022     |      | 新潟   | 1990/03/09 （徳島） | 2006/06 （高知）                                         |               |                      |
| 1000形   | 1次車    | 1023     |      | 新潟   | 1990/03/09 （徳島） | 2006/06 （高知）                                         |               |                      |
| 1000形   | 1次車    | 1024     |      | 新潟   | 1990/03/09 （徳島） | 2006/06 （高知）                                         |               |                      |
| 1000形   | 1次車    | 1025     |      | 新潟   | 1990/03/09 （徳島） | 2006/06 （高知）                                         |               |                      |
| 1000形   | 1次車    | 1026     |      | 新潟   | 1990/03/09 （徳島） | 2006/06 （高知）                                         |               |                      |
| 1000形   | 1次車    | 1027     |      | 新潟   | 1990/03/09 （徳島） | 2006/06 （高知）                                         |               |                      |
| 1000形   | 1次車    | 1028     |      | 新潟   | 1990/03/09 （徳島） | 2006/06 （高知）                                         |               |                      |
| 1000形   | 2次車    | 1029     |      | 新潟   | 1992/02/04 （徳島） |                                                          | 改番（1229）  |                      |
| 1000形   | 2次車    | 1030     |      | 新潟   | 1992/02/04 （徳島） |                                                          | 改番（1230）  |                      |
| 1000形   | 2次車    | 1031     |      | 新潟   | 1992/02/04 （徳島） |                                                          | 改番（1231）  |                      |
| 1000形   | 2次車    | 1032     |      | 新潟   | 1992/02/04 （徳島） |                                                          | 改番（1232）  |                      |
| 1000形   | 2次車    | 1033     |      | 新潟   | 1992/02/04 （高知） |                                                          |               |                      |
| 1000形   | 2次車    | 1034     |      | 新潟   | 1992/02/04 （高知） |                                                          |               |                      |
| 1000形   | 2次車    | 1035     |      | 新潟   | 1992/02/04 （高知） | 2007/12 （徳島）                                         | 改番（1235）  |                      |
| 1000形   | 2次車    | 1036     |      | 新潟   | 1992/02/24 （高知） |                                                          |               |                      |
| 1000形   | 2次車    | 1037     |      | 新潟   | 1992/02/24 （高知） |                                                          |               |                      |
| 1000形   | 2次車    | 1038     |      | 新潟   | 1992/02/24 （高知） |                                                          |               |                      |
| 1000形   | 2次車    | 1039     |      | 新潟   | 1992/02/24 （高知） |                                                          |               |                      |
| 1000形   | 2次車    | 1040     |      | 新潟   | 1992/02/24 （高知） |                                                          |               |                      |
| 1000形   | 2次車    | 1041     |      | 新潟   | 1992/02/24 （高知） |                                                          |               |                      |
| 1000形   | 2次車    | 1042     |      | 新潟   | 1992/03/02 （高知） |                                                          |               |                      |
| 1000形   | 2次車    | 1043     |      | 新潟   | 1992/03/02 （高知） |                                                          |               |                      |
| 1000形   | 2次車    | 1044     |      | 新潟   | 1992/03/02 （高知） | 2006/09 （徳島）                                         | 改番（1244）  |                      |
| 1000形   | 2次車    | 1045     |      | 新潟   | 1992/03/02 （高知） | 2007/12 （徳島）                                         | 改番（1245）  |                      |
| 1000形   | 2次車    | 1046     |      | 新潟   | 1992/03/02 （高知） | 2006/09 （徳島）                                         | 改番（1246）  |                      |
| 1000形   | 2次車    | 1047     |      | 新潟   | 1992/03/02 （高知） | 2006/09 （徳島）                                         | 改番（1247）  |                      |
| 1000形   | 2次車    | 1048     |      | 新潟   | 1992/03/02 （高知） | 2006/09 （徳島）                                         | 改番（1248）  |                      |
| 1000形   | 3次車    | 1049     |      | 新潟   | 1995/03/25 （徳島） |                                                          | 改番（1249）  |                      |
| 1000形   | 3次車    | 1050     |      | 新潟   | 1995/03/25 （徳島） |                                                          | 改番（1250）  |                      |
| 1000形   | 4次車    | 1051     |      | 新潟   | 1997/03/19 （徳島） |                                                          | 改番（1251）  |                      |
| 1000形   | 4次車    | 1052     |      | 新潟   | 1997/03/19 （徳島） |                                                          | 改番（1252）  |                      |
| 1000形   | 4次車    | 1053     |      | 新潟   | 1997/03/19 （徳島） |                                                          | 改番（1253）  |                      |
| 1000形   | 4次車    | 1054     |      | 新潟   | 1997/03/19 （徳島） |                                                          | 改番（1254）  |                      |
| 1000形   | 4次車    | 1055     |      | 新潟   | 1997/03/19 （徳島） |                                                          | 改番（1255）  |                      |
| 1000形   | 4次車    | 1056     |      | 新潟   | 1997/03/19 （徳島） |                                                          | 改番（1256）  |                      |
| 1200形   | 2次車    | 1229     | 1029 | 多度津 | 2008/08/02 （徳島） |                                                          |               |                      |
| 1200形   | 2次車    | 1230     | 1030 | 多度津 | 2008/08/02 （徳島） |                                                          |               |                      |
| 1200形   | 2次車    | 1231     | 1031 | 多度津 | 2008/06/04 （徳島） |                                                          |               |                      |
| 1200形   | 2次車    | 1232     | 1032 | 多度津 | 2008/09/05 （徳島） |                                                          |               |                      |
| 1200形   | 2次車    | 1235     | 1035 | 多度津 | 2008/09/05 （徳島） |                                                          |               |                      |
| 1200形   | 2次車    | 1244     | 1044 | 多度津 | 2008/10/04 （徳島） |                                                          |               |                      |
| 1200形   | 2次車    | 1245     | 1045 | 多度津 | 2008/09/05 （徳島） |                                                          |               |                      |
| 1200形   | 2次車    | 1246     | 1046 | 多度津 | 2008/07/05 （徳島） |                                                          |               |                      |
| 1200形   | 2次車    | 1247     | 1047 | 多度津 | 2008/07/05 （徳島） |                                                          |               | リニューアル工事実施 |
| 1200形   | 2次車    | 1248     | 1048 | 多度津 | 2008/08/02 （徳島） |                                                          |               |                      |
| 1200形   | 3次車    | 1249     | 1049 | 多度津 | 2008/07/05 （徳島） |                                                          |               |                      |
| 1200形   | 3次車    | 1250     | 1050 | 多度津 | 2008/06/04 （徳島） |                                                          |               |                      |
| 1200形   | 4次車    | 1251     | 1051 | 多度津 | 2008/10/04 （徳島） |                                                          |               |                      |
| 1200形   | 4次車    | 1252     | 1052 | 多度津 | 2008/06/04 （徳島） |                                                          |               |                      |
| 1200形   | 4次車    | 1253     | 1053 | 多度津 | 2008/10/18 （徳島） |                                                          |               |                      |
| 1200形   | 4次車    | 1254     | 1054 | 多度津 | 2008/09/06 （徳島） |                                                          |               |                      |
| 1200形   | 4次車    | 1255     | 1055 | 多度津 | 2008/07/05 （徳島） |                                                          |               |                      |
| 1200形   | 4次車    | 1256     | 1056 | 多度津 | 2006/06/01 （徳島） |                                                          |               |                      |

## 運用・現況
徳島運転所・高知運転所に配置され、以下の区間で運用されている。
高松・徳島地区　
- 高徳線：全線
- 徳島線：全線
- 牟岐線：全線
- 鳴門線：1200形のみ

高知地区
- 土讃線：全線
- 土佐くろしお鉄道ごめん・なはり線：全線

高知地区ではトイレ設置の有無で運用が分かれていたが、トイレが全車に設置された現在は共通運用となっている。
高知地区の運用は高知以西中心の運用であったが、徳島地区への1500形配置に伴って2006年（平成18年）6月1日・2008年（平成20年）10月15日に合計13両が高知運転所に転配され、後免駅 - 土佐山田駅間の運用が増加している。2016年（平成28年）3月26日のダイヤ改正以降、須崎駅 - 窪川駅間の普通列車は全列車1000形に統一された。土讃線のホームかさ上げ工事の完成に伴い、2011年（平成23年）3月12日のダイヤ改正より、琴平駅 - 佃駅・阿波池田駅 - 土佐山田駅間でも運用が開始された。
牟岐線の阿南駅以南では2008年（平成20年）度 - 2009年（平成21年）度に嵩上げ工事が行われ、2010年（平成22年）3月13日より運用を開始した。2008年（平成20年）に一時期、阿南駅 - 桑野駅でも使用されていたが、当時は阿波橘駅のホームが嵩上げされていなかったため、通過とする措置を取っていた。また、鳴門線でも2010年（平成22年）度にホームの嵩上げ工事を行い、2011年（平成23年）3月12日から運用が開始された。
2012年（平成24年）3月17日のダイヤ改正では、徳島運転所から1010・1011の2両が高知運転所に転属している。
高知配置車の2次車以降と徳島配置車の一部の車両には「アンパンマン」のキャラクターステッカーが前面に貼付されていたが、後に剥がされている。
2016年（平成28年）3月26日のダイヤ改正において、徳島運転所から1008・1009の2両が高知運転所に転属している。また、土佐山田駅以北の国鉄型が全て置き換えられた。
2018年（平成30年）3月17日のダイヤ改正において、1008が再度徳島運転所に転属している。これにより徳島線から国鉄型運用が消滅した。
2019年（平成31年）3月に1009が、2021年（令和3年）3月に1002が高知運転所から徳島運転所に転属している。
寝台特急「サンライズ瀬戸」が琴平駅まで延長運転を行う場合、電力容量の問題から1200形が高松駅 - 琴平駅で運用されることがある。
2022年（令和4年）11月27日より、1200形1255が阿佐海岸鉄道DMV（デュアル・モード・ビークル）をデザインしたラッピング車両となり、約1年間の期間限定で高徳線・牟岐線・徳島線・鳴門線で運行を開始した。
2023年（令和5年）3月18日のダイヤ改正において、徳島運転所から1002が再度高知運転所に転属している。これにより、土讃線土佐山田駅 - 高知駅間と伊野駅 - 須崎駅間から国鉄型車両の運用（定期列車に限る）が消滅した。